# Estancia Grande (Entre Ríos)
Pour les articles homonymes, voir Estancia Grande.
Estancia Grande est une localité rurale argentine située dans le département de Concordia et dans la province d'Entre Ríos. Elle porte le nom de sa gare ferroviaire.

## Démographie
La population de la ville, c'est-à-dire à l'exclusion de la zone rurale, était de 481 habitants en 1991 et de 676 en 2001. La population de la juridiction du conseil d'administration était de 352 habitants en 2001.

## Histoire

### Ranch Jesús del Yeruá
Entre 1777 et 1780, le lieutenant-gouverneur de Yapeyú, Juan de San Martín, a créé quatre ranchs de bétail avec des Indiens Guaranis réduits (tupambaé) sur la route orientale de la yerba mate, ou Ruta al Salto. La plus au sud des quatre était l'Estancia Jesús del Yeruá, ou Estancia del Niño Jesús del Yeruá. À partir de ce moment-là, le ruisseau Yeruá est devenu la limite sud effective du gouvernement des missions guaranies. Par la suite, l'estancia a progressivement perdu son nom d'origine et est devenue connue sous le nom de Estancia Grande.
Dans l'inventaire de 1786 de Yapeyú, l'existence d'une chapelle au toit de chaume et de sept ranchos4 est mentionnée.
L'estancia a été visitée par le géographe et pilote de l'Armada espagnole Andrés de Oyarvide le 26 octobre 1789, alors qu'il rentrait à Buenos Aires après avoir participé à la démarcation des frontières avec le Portugal. Oyarvide a écrit dans son Memoria Geográfica :

« [...] nous sommes arrivés à l'estancia del Yerbal, dont la chapelle est dédiée à Jésus, et c'est le dernier établissement de ce côté de l'Uruguay, appartenant à la ville de Yapeyú, bien qu'actuellement, tant dans celle-ci que dans les précédentes, nous ayons remarqué très peu de ranchs de bétail et de chevaux, il y a quelques-uns de ces postes qui, bien qu'ils conservent le nom d'estancia, ont à peine du bétail à manger pour les Indiens et leurs familles qui y gardent toujours la ville, peut-être par coutume de ceux qui les possédaient auparavant. Nous y avons passé la nuit, et avons observé la latitude sud 31° 32' 00". Le 27, nous avons continué notre voyage, et à 2 milles nous avons passé le ruisseau Yerbá, qui est la limite des terres des Missions à l'ouest de l'Uruguay, et celles de la juridiction de l'Arroyo de la China commencent [...] »

.
En 1795, les terres situées entre les ruisseaux Yeruá et Yuquerí Chico, qui bordaient l'estancia, ont été vendues au marchand de Buenos Aires Juan Bautista Dargain, à condition que les familles indigènes qui les habitaient soient respectées. En 1825, le gouverneur d'Entre Ríos, Juan León Sola, a reconnu les droits de Dargain.
Les héritiers de Dargain ont vendu l'estancia à une entreprise du Royaume-Uni, de sorte qu'en 1835, l'Écossais Donald Campbell s'y est installé, élevant des moutons pour la production de laine, qui était exportée à Londres par un port propre appelé Puerto Yeruá.

### Colonie de Yeruá
Par la loi no 2419 adoptée le 6 novembre et promulguée le 20 novembre 1888, le Congrès national a approuvé l'achat de l'estancia de 47 680 hectares que le gouvernement du président Miguel Juárez Celman avait fait pour 618 111 pesos et 35 cents d'or. L'estancia a été acquise par l'État national pour établir une colonie nationale de fermiers immigrants, mais quelques années plus tard, les fermiers argentins ont été autorisés à s'y installer. L'administration de la colonie de Yeruá a été installée dans l'ancienne Estancia del Yeruá (aujourd'hui Estancia Grande). En 1892, la colonie comptait 222 familles dans la section agricole avec un total de 1 148 habitants de 17 nationalités. Dans la section quintas, il y avait 22 familles pour un total de 125 habitants. La colonie de Yeruá a été divisée en parcelles de 100 hectares, comprenant 5 grands secteurs qui ont été nommés plus tard : Calabacilla, Yuquerí Chico, Estancia Grande, Estación Yeruá, Puerto Yeruá (les deux derniers ne font pas partie de la municipalité d'Estancia Grande).

### Conseils d'administration
Le décret no 3400/1985 MGJE du 4 septembre 1985 a créé le conseil de direction du centre de population rurale de l'Estancia Grande-Colonia Yeruá, le premier président du conseil de direction étant Elbio José Mainez. Le conseil de Calabacilla a été créé par le décret no 587/1979 MGJE du 13 mars 1979. Les limites de compétence du conseil d'Estancia Grande ont été fixées par le décret no 2355/1986 MGJE du 13 juin 1986, et celles de Calabacilla par le décret no 2357/1986 MGJE du 13 juin 1986.11 Le conseil d'Estancia Grande a été créé par le décret no 2357/1986 MGJE du 13 juin 1986.12 Le conseil de Calabacilla a été créé par le décret no 2357/1986 MGJE du 13 juin 1986, et modifié par le décret no 1266/1991 MGJOSP du 8 avril 1991. Le conseil de direction de Yuquerí Chico a été créé par le décret no 18/1995 du 9 janvier 1995.

### Statut de municipalité
Après que sa création ait été approuvée par la loi, la municipalité de 2e catégorie a été créée le 24 juillet 1995 par le décret no 2946/1995, et les conseils de direction de Calabacilla, Estancia Grande et Yuquerí Chico ont été supprimés par le décret no 5345/1995 MGJE du 4 décembre 1995.15 Daniel Esteban Lladós a été nommé commissaire municipal pour l'organisation de la nouvelle municipalité.